# Крива Ватта

Крива Ватта з параметрами k=2.1, r=2.2, c=0.6

Крива́ Ва́тта (англ. Watt's curve) — плоска алгебрична крива шостого порядку. Визначається як геометричне місце точок центрів відрізків однакової довжини, розташованих кінцями на двох колах з однаковим радіусом.

Крива Ватта з параметрами k=3.1, r=1.1, c=3.0

Крива Ватта з параметрами k=1.0, r=2.0, c=1.0

Назва кривої пов'язана з технічними рішеннями Д. Ватта, використаними ним при удосконаленні парових машин.

## Рівняння
Два кола мають однаковий радіус {\displaystyle r}, їх центри розташовані у точках {\displaystyle (\pm k,0)}. Довжина відрізку становить {\displaystyle 2c}.
- у прямокутній системі координат:

{\displaystyle (x^{2}+y^{2})(x^{2}+y^{2}+c^{2}-k^{2}-r^{2})^{2}+4k^{2}y^{2}(x^{2}+y^{2}-r^{2})=0,}
- у полярній системі координат:

{\displaystyle \rho ^{2}=r^{2}-\left[k\sin \theta \pm {\sqrt {c^{2}-k^{2}\cos ^{2}\theta }}\right]^{2}.}

## Механізм Ватта

Механізм Ватта

Точка початку координат є точкою перегину для кривої і у цій точці має порядок дотику 3. Якщо ж {\displaystyle k^{2}=r^{2}+c^{2}}, то крива має порядок дотику 5, що робить її ще ближчою до прямої. Це є основною властивістю кривої Ватта, що використовується у механізмі Ватта для перетворення обертового руху у прямолінійний.